# リトル・バード (アニー・レノックスの曲)
「リトル・バード」(Little Bird) は、スコットランド人歌手のアニー・レノックスが1993にリリースしたシングル。アニーのソロ1作目となるアルバム『ディーバ』（1992年）に収録され、「ラブ・ソング・フォー・ア・ヴァンパイア」との両A面シングルとしてリリースされた（「リトル・バード」は映画『素顔のままで』で、「ラブ・ソング・フォー・ア・ヴァンパイア」はフランシス・フォード・コッポラ監督の映画『ドラキュラ』で使用された）。
このシングルは全英シングルチャートで3位を記録した。
アニーは「リトル・バード」を2012年ロンドンオリンピックの閉会式で演奏した。

## ミュージック・ビデオ
ミュージック・ビデオでは、ユーリズミックス時代も含むレノックスの過去10年間の衣装を着た様々な人の前で、映画『キャバレー』風の衣装を着たレノックス自身が歌う構成となっている。ミュージック・ビデオでは以下の曲の恰好をした人が登場する。
1. スウィート・ドリームス (アー・メイド・オブ・ディス)
2. ゼア・マスト・ビー・アン・エンジェル (プレイング・ウィズ・マイ・ハート)
3. ソーン・イン・マイ・サイド
4. ベートーベン (アイ・ラヴ・トゥ・リッスン）
5. アイ・ニード・ア・マン
6. ホワイ
7. ウォーキング・オン・ブロウクン・グラス
8. フレディ・マーキュリー追悼コンサート

レノックスは、ビデオを撮影されている頃は次女を妊娠中だった。

## チャート
| チャート (1993–2012年)                                 | 最高位 |
| ------------------------------------------------------ | ------ |
| オーストラリア (ARIA)                                  | 38     |
| カナダ トップシングルス (RPM)                          | 7      |
| カナダ ダンス/アーバン (RPM)                           | 1      |
| ヨーロッパ (European Hot 100 Singles)                  | 5      |
| ドイツ (GfK Entertainment charts)                      | 29     |
| アイスランド (Íslenski Listinn Topp 40)                | 27     |
| アイルランド (IRMA)                                    | 3      |
| イタリア (Musica e dischi)                             | 8      |
| ニュージーランド (Recorded Music NZ)                   | 33     |
| ポルトガル (AFP)                                       | 6      |
| スイス (Schweizer Hitparade)                           | 34     |
| UK シングルス (OCC)                                    | 96     |
| UK シングルス (OCC) "Love Song for a Vampire"と合算    | 3      |
| UK ダンス (Music Week) "Love Song for a Vampire"と合算 | 2      |
| UK クラブ (Music Week)                                 | 9      |
| US Billboard Hot 100                                   | 49     |
| US Dance Club Songs (Billboard)                        | 1      |
| US Dance Singles Sales (Billboard)                     | 9      |
| US Pop Airplay (Billboard)                             | 36     |

| チャート (1993年)              | 順位 |
| ------------------------------ | ---- |
| カナダ (RPM)                   | 49   |
| カナダ ダンス/アーバン (RPM)   | 8    |
| ヨーロッパ (Eurochart Hot 100) | 39   |
| イギリス (OCC)                 | 26   |